# 堀内文一
堀内 文一（ほりうち ぶんいち、1875年8月1日 - 1940年1月13日）は、日本の牧師、伝道者、日本伝道隊の指導者。奈良県大和郡山生まれ。

## 生涯
- 士族堀内恒平の次男として、奈良県大和郡山に誕生する。幼い時に、恒平は死去。母親と兄嵓太郎の手で育てられる。
- 郡山中学を中退して、兄の勤めていた大阪の紡績会社で働いていた時に、兄の勧めで教会に行く。
- 大阪の教会で同志社の学生だった竹田俊造に出会い、信仰の指導を受ける。
- 1895年　同志社に入学する。

- 1926年 西田昌一に洗礼を授けた。

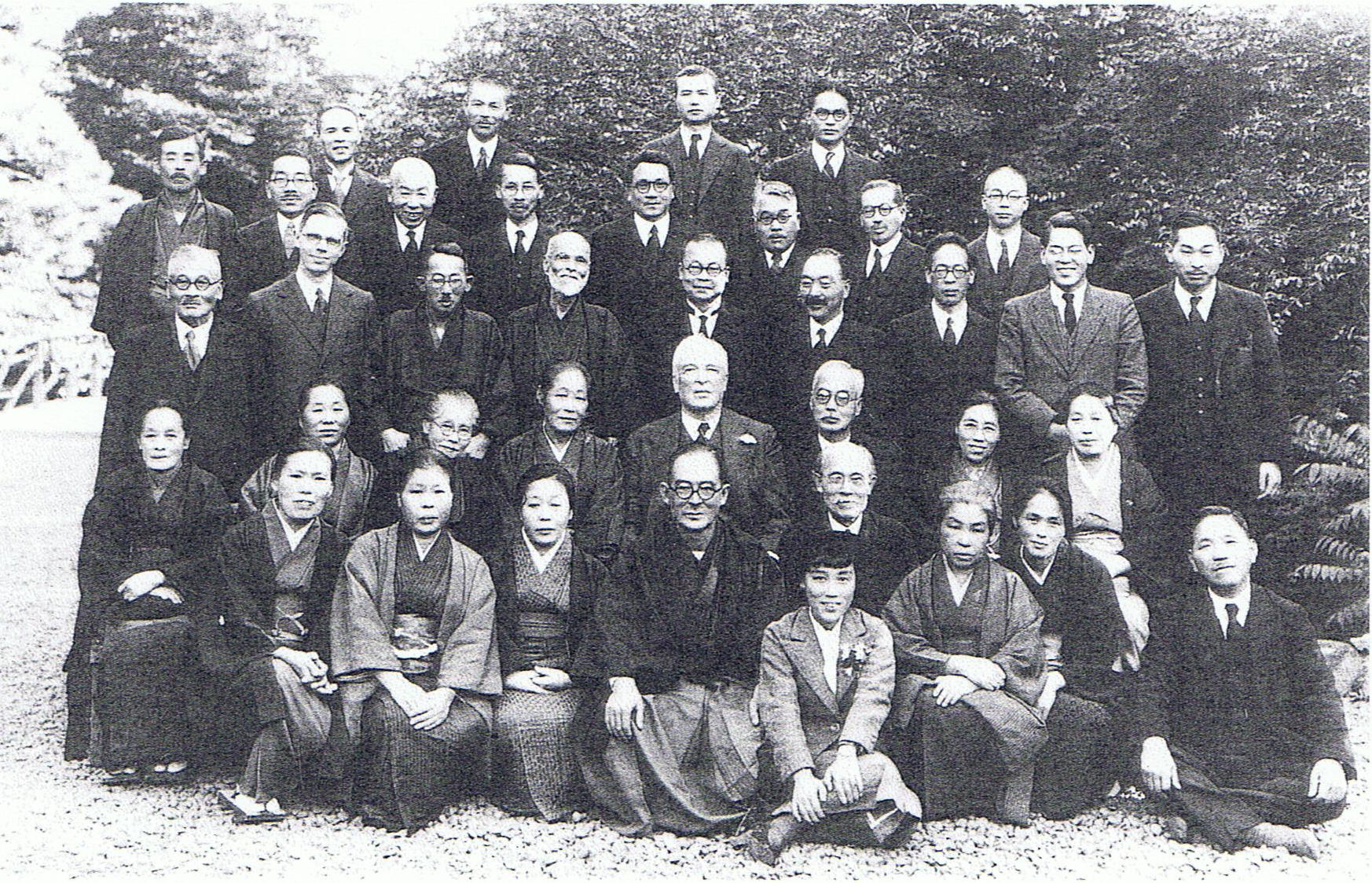
バークレー・バックストン最後の来日、1937年

- 1996年　同志社在学中に松江市から来たバークレー・バックストンに出会い影響を受ける。
- 1897年　松江市のバークレー・バックストンの元に行く。バックストンの下で修養を受ける。バックストンの講義を筆記して、それらを出版した。
- 1902年　バックストン一行がイギリスに帰る。堀内ら五人が残り伝道をする。最後まで残ったのは堀内だけだった。
- 1805年　河辺貞吉に招かれて大阪に行き、共に日本自由メソジスト教会（現在は、日本基督教団FM会、日本フリーメソジスト教団、日本自由メソヂスト教団、東京フリー・メソジスト教会の4つに分かれている）を創設する。
- 1909年　結婚する。
- 1913年4月　バックストンの招きでイギリスに留学する。イギリスで野畑新兵衛を救いに導く。
- 1914年6月　帰国して日本伝道隊に加わる。
- 神戸の湊川伝道館の主任をする。バックストンの後継者として日本伝道隊を引き継ぐ。

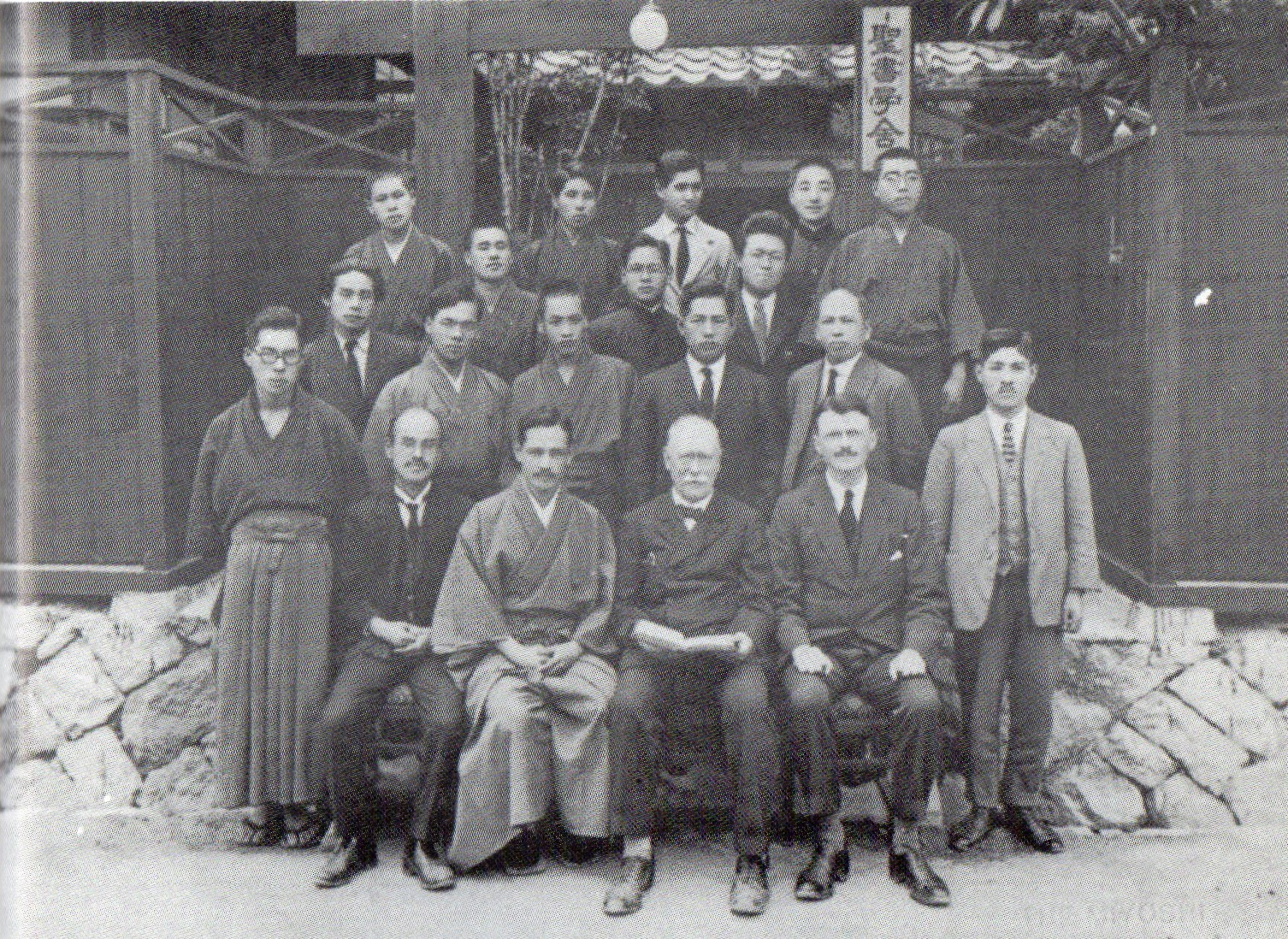
御影の聖書学舎、堀内は前列右から1人目

- 1931年　日本伝道隊の12教会で聖書教会を結成して、その代表となる。
- 1935年　日本イエス・キリスト教会が結成される。堀内は病気のために代表を辞退する。
- 1937年　バックストン来日の時、病床の堀内を見舞う。
- 1940年　五年の闘病の後召天